# Jeniniec
Jeniniec (do 1945 niem. Ober Gennin) – wieś w Polsce położona w województwie lubuskim, w powiecie gorzowskim, w gminie Bogdaniec. Według danych z 2012 r. liczyła 338 mieszkańców. Miejscowość powstała w 1785 r. z wydzielenia z kolonii Genninsch Warthebruch (Jeninek). Od 1945 r. leży w granicach Polski.
W latach 1954–1957 wieś należała i była siedzibą władz gromady Jeniniec, po jej zniesieniu w gromadzie Bogdaniec. W latach 1975–1998 miejscowość należała administracyjnie do województwa gorzowskiego.

## Położenie
Zgodnie z podziałem fizycznogeograficznym Polski według Kondrackiego teren, na którym położony jest Jeniniec należy do prowincji Niziny Środkowoeuropejskiej, podprowincji Pojezierza Południowobałtyckiego, makroregionu Pradolina Toruńsko-Eberswaldzka oraz w końcowej klasyfikacji do mezoregionu Kotlina Gorzowska.
Miejscowość leży 13 km na południowy zachód od Gorzowa Wielkopolskiego.

## Demografia
Ludność w ostatnich 3 stuleciach:

## Historia
- 1724–1725 – urząd domeny w Mironicach osadza na gruntach Jenina kolonistów z doliny Noteci, w ramach tzw. kolonizacji fryderycjańskiej; powstają w ten sposób kolonie Genninsch Warthebruch (Jeninek) i Unter Gennin (Podjenin). Osadnicy otrzymali w czasową dzierżawę od 15 mórg do 4 łanów ziemi; okres wolnizny ze względu na trudne warunki terenowe wynosił do 7 lat, zaś czynsz dość niski - ok. 10 groszy od morgi. Głównym zajęciem olędów była hodowla[10].
- 1785 – z kolonii Genninsch Warthebruch wydzielono samodzielne gminy: Alt-Gennin (Jeninek), Ober-Gennin (Jeniniec) i Unter-Gennin (Podjenin)
- 1801 – kolonia Ober-Gennin liczy 255 mieszkańców i 38 domów; jest tu 36 gospodarstw olędrów i 11 komorników oraz kuźnia[4]
- 1871 – kolonia liczy 158 mieszkańców i 30 domów[6]

| Niemiecka nazwa | Obiekt  | Położenie            |                            |     | L. mieszk. 1871 | L. mieszk. 1910 |
| --------------- | ------- | -------------------- | -------------------------- | --- | --------------- | --------------- |
| Ober Gennin     | kolonia | ---                  | Jeniniec                   | 125 | 116             | 446             |
| Kranichshorst   | kolonia | 0,5 km na zach.      | Krajnica, obecnie Jeniniec | 106 | 55              | 152             |
| Bars(ch)werder  | kolonia | 2,5 km na płd.-zach. | Barcze, obecnie Jeniniec   | 44  | 36              | 48              |
| Eichwerder      | kolonia | 0,5 km na wsch.      | Goszynko, obecnie Jeniniec | 140 | 152             | 151             |

## Nazwa
Ober Gennin 1785; Ober Genninsche Hollaender 1822; Ober Gennin 1944; Jeniniec 1948.
Niemiecka nazwa Ober Gennin pochodzi od pobliskiej wsi Gennin (Jenin), z członem odróżniającym ober „górny”.

## Administracja
Miejscowość jest siedzibą sołectwa Jeniniec.

## Architektura
Kościół pw. Najświętszego serca Pana Jezusa - kaplica, filialny parafii  pw. św. Jana Chrzciciela w Bogdańcu, zbudowany w latach 1863-65. Wpisany do rejestru zabytków pod numerem L-213/A z 7.06.2006.

## Edukacja i nauka
- szkoła podstawowa

## Religia
Miejscowość przynależy do parafii rzymskokatolickiej pw. św. Jana Chrzciciela w Bogdańcu.

## Sport i rekreacja
Siedzibę ma tu piłkarski Klub Sportowy „Zjednoczeni” Jeniniec, założony w 2002 roku.

## Gospodarka
W rejonie wsi Krzyszczynka leży udokumentowane (w 1986 r.) złoże ropy naftowej „Jeniniec”, dla którego utworzono obszar i teren górniczy „Jeniniec” (koncesja eksploatacyjna ważna do dnia 21 czerwca 2018 r.). Jego zasoby wydobywalne bilansowe według stanu na 31 grudnia 2013 r. wynoszą 10,59 tysięcy ton, zasoby przemysłowe 10,48 tysięcy ton, wydobycie zaś 6,83 tysięcy ton w 2013 r. Złoża wydobywalne bilansowe gazu wynoszą 1,36 mln m³, wydobycie w 2013 r. 0,84 mln m³. Eksploatację prowadzą Zielonogórskie Zakłady Górnictwa Nafty i Gazu.